# Quadrilàter

Sis quadrilàters de diferents tipus.

En geometria, un quadrilàter és un polígon de quatre costats. Es tracta d'una figura plana. Un quadrilàter amb vèrtexs {\displaystyle A}, {\displaystyle B}, {\displaystyle C} i {\displaystyle D} se sol denotar com {\displaystyle \square ABCD}.
Els quadrilàters són o bé simples (no s'intersecten amb ells mateixos), o complexos (s'intersecten o es creuen amb ells mateixos). Els quadrilàters simples poden ser o bé convexos o còncaus.
Els angles interiors d'un quadrliàter ABCD simple (i planar) sumen 360 graus d'arc, és a dir
{\displaystyle \angle A+\angle B+\angle C+\angle D=360^{\circ }.}
Això és un cas especial de la fórmula de la suma dels angles d'un n-àgon: S = (n − 2) × 180°.
Tots els quadrilàters que no es creuen amb si mateixos enrajolen el pla, mitjançant les rotacions al voltant del punt mitjà dels seus costats.

## Propietats
Els angles interiors d'un quadrilàter sempre sumen 360 graus.
Qualsevol quadrilàter, convex o còncau, tessel·la el pla.

## Tipus de quadrilàters
Els quadrilàters simples i convexos es poden classificar en:
- Paral·lelogram: Els costats oposats són paral·lels. Això implica que els costats oposats són d'igual longitud i els angles oposats són iguals. Entre ells hi trobem diferents tipus de quadrilàters:
  - El quadrat: Els quatre angles són rectes i els quatre costats d'igual longitud. Les diagonals són iguals, perpendiculars entre si, es tallen en el punt mitjà i determinen el centre del quadrat.
  - El rectangle: Els quatre angles són rectes i els costats oposats d'igual longitud. Les diagonals són iguals però no són perpendiculars i es tallen en el punt mitjà.
  - El rombe: Els quatre costats són d'igual longitud i els angles oposats iguals dos a dos. Les diagonals tenen diferent longitud, perpendiculars, es tallen en el punt mitjà i determinen el centre.
  - El romboide: Els costats i els angles oposats són iguals dos a dos. Les diagonals no són perpendiculars, tenen diferent longitud i es tallen en el punt central.
- Trapezi: Té dos costats oposats paral·lels (els altres dos no, si ho fossin seria un paral·lelogram). N'hi ha de tres tipus:
  - El trapezi rectangle: té un angle recte
  - El trapezi isòsceles: els dos costats no paral·lels són iguals
  - El trapezi escalè: no té cap costat igual ni cap angle recte
- Trapezoide: No té cap costat paral·lel.

## Quadrilàters complexos

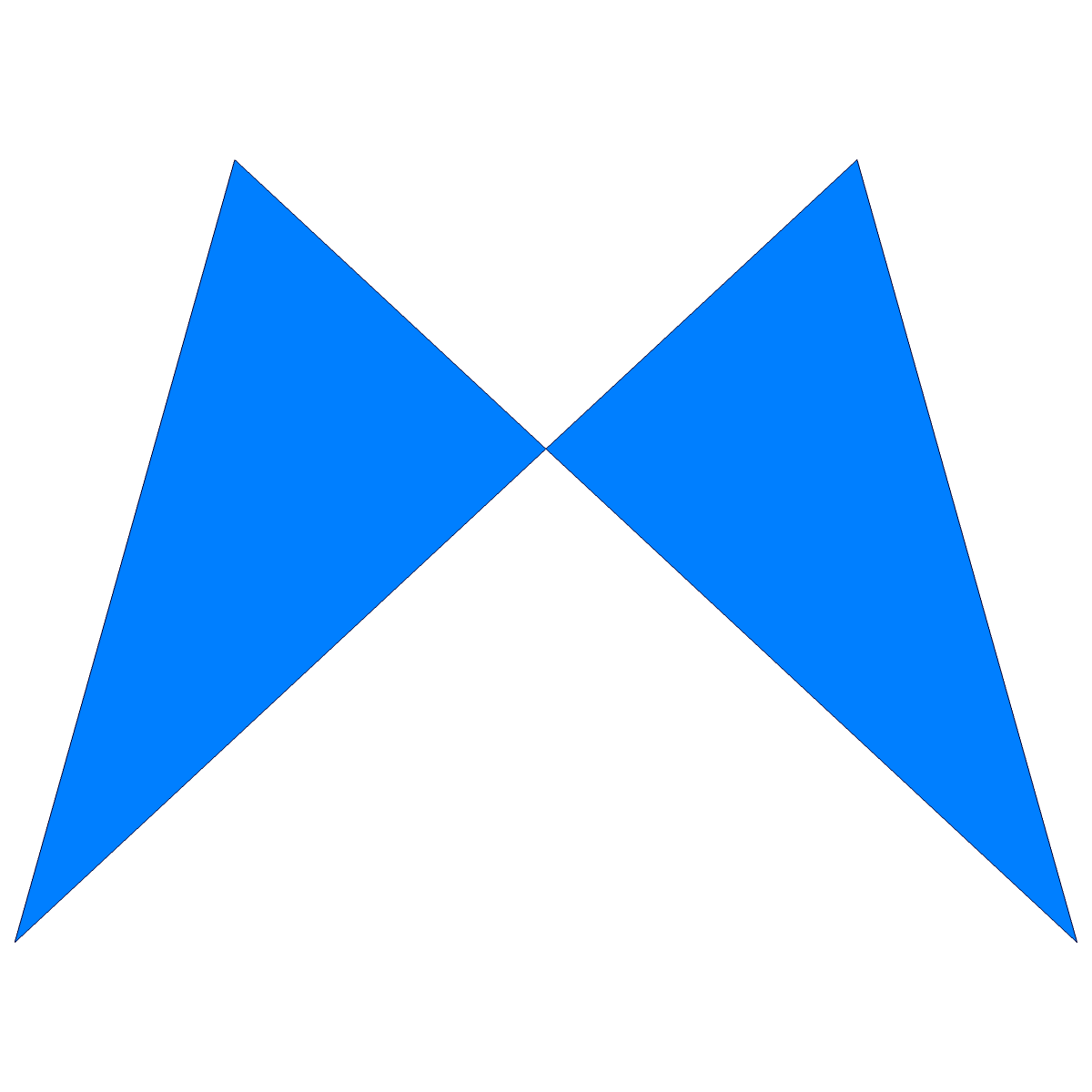
Un antiparal·lelogram

Un quadrilàter auto-intersecant rep diferents noms: quadrilàter creuat, quadrilàter papallona o quadrilàter corbatí. En un quadrilàter creuat, els quatre angles "interiors" en cada costat de l'encreuament (dos aguts i dos reflexos, tots a l'esquerra o tots a la dreta tal com mostra la figura) sumen 720°.

## Àrea d'un quadrilàter convex
Hi ha diverses fórmules generals per a l'àrea K d'un quadrilàter convex ABCD amb costats a = AB, b = BC, c = CD and d = DA.

### Fórmules trigonomètriques
L'àrea es pot expressar en termes trigonomètrics com
{\displaystyle K={\frac {pq}{2}}\sin \theta ,}
on les longituds de les diagonals són p i q i l'angle entre elles és θ. En el cas d'un quadrilàter ortodiagonal (com el rombe, el quadrat o un estel), aquesta fórmula se simplifica a {\displaystyle K={\tfrac {pq}{2}}} ja que θ is 90°.
També es pot expressar l'àrea en termes de les bimedianes com
{\displaystyle K=mn\sin \varphi ,}
on les longituds de les bimedianes són m i n i l'angles entre elles és φ.
La fórmula de Bretschneider expressa l'àrea en terme dels costats i dos angles oposats:
{\displaystyle {\begin{aligned}K&={\sqrt {(s-a)(s-b)(s-c)(s-d)-{\tfrac {1}{2}}abcd\;[1+\cos(A+C)]}}\\&={\sqrt {(s-a)(s-b)(s-c)(s-d)-abcd\left[\cos ^{2}\left({\frac {A+C}{2}}\right)\right]}}\end{aligned}}}
on els costat en seqüència són a, b, c, d, on s és el semiperímetre, i A i C són dos (de fet dos qualssevol) angles oposats. Això redueix a la fórmula de Brahmagupta per a l'àrea d'un quadrilàter cíclic -quan A + C = 180° .
Una altra fórmula d'àrea en termes de costats i angles, amb l'angle C entre els costats b i c, i A entre els costats a i d, és
{\displaystyle K={\frac {ad}{2}}\sin {A}+{\frac {bc}{2}}\sin {C}.}
En el cas dels quadrilàters cíclics, aquesta darrera fórmula esdevé {\displaystyle K={\frac {ad+bc}{2}}\sin {A}.}
En un paral·lelogram, on ambdós parells de costats i angles oposats són iguals, aquesta fórmula es redueix a {\displaystyle K=ab\cdot \sin {A}.}
Alternativament, es pot escriure l'àrea en termes dels costats i l'angle d'interesecció θ de les diagonals, sempre i quan θ no sigui de 90°:
{\displaystyle K={\frac {\left|\tan \theta \right|}{4}}\cdot \left|a^{2}+c^{2}-b^{2}-d^{2}\right|.}
En el cas d'un paral·lelogram, aquesta darrera fórmula se simplifica a {\displaystyle K={\frac {\left|\tan \theta \right|}{2}}\cdot \left|a^{2}-b^{2}\right|.}
Una altra fórmula d'àrea que inclou els costats a, b, c, d és
{\displaystyle K={\frac {\sqrt {((a^{2}+c^{2})-2x^{2})((b^{2}+d^{2})-2x^{2})}}{2}}\sin {\varphi }}
on x és la distància entre els punts mitjos de les diagonals, i φ és l'angle entre els bimedians (segments que connecten els punt mitjos de costats oposats).
L'última fórmula d'àrea trigonomètrica que inclou els costats a, b, c, d i l'angle α (entre a i b) és:
{\displaystyle K={\frac {ab}{2}}\sin {\alpha }+{\frac {\sqrt {4c^{2}d^{2}-(c^{2}+d^{2}-a^{2}-b^{2}+2ab\cdot \cos {\alpha })^{2}}}{4}},}
que també es pot utilitzar per trobar l'àrea d'un quadrilàter còncau (amb la part còncava oposada a l'angle α), canviant simplement el primer signe + a -.

### Fórmules no trigonomètriques
Les següents dues fórmules expressen l'àrea en termes dels costats a, b, c i d, el semiperímetre s (la meitat del perímetre), i les diagonals p, q:
{\displaystyle K={\sqrt {(s-a)(s-b)(s-c)(s-d)-{\tfrac {1}{4}}(ac+bd+pq)(ac+bd-pq)}},}
{\displaystyle K={\frac {\sqrt {4p^{2}q^{2}-\left(a^{2}+c^{2}-b^{2}-d^{2}\right)^{2}}}{4}}.}
La primera se simplifica a la fórmula de Brahmagupta en el cas de quadrilàter cíclic, ja que llavors pq = ac + bd.
L'àrea també es pot expressar en termes de les bimedianes m, n i les diagonals p, q:
{\displaystyle K={\frac {\sqrt {(m+n+p)(m+n-p)(m+n+q)(m+n-q)}}{2}},}
{\displaystyle K={\frac {\sqrt {p^{2}q^{2}-(m^{2}-n^{2})^{2}}}{2}}.}:Thm. 7
De fet, són suficients tres dels quatre valors m, n, p, i q per determinar l'àrea, ja que en tot quadrilàter els quatre valors estan relacionats segons {\displaystyle p^{2}+q^{2}=2(m^{2}+n^{2}).}:p. 126 Les expressions corresponents són llavors:
{\displaystyle K={\frac {\sqrt {[(m+n)^{2}-p^{2}]\cdot [p^{2}-(m-n)^{2}]}}{2}},}
si es donen les longituds de dues bimedianes i una diagonal, i
{\displaystyle K={\frac {\sqrt {[(p+q)^{2}-4m^{2}]\cdot [4m^{2}-(p-q)^{2}]}}{4}},}
si es donen les longituds de dues diagonals i d'una bimediana.

### Fórmules vectorials
Es pot calcular l'àrea d'un quadrilàter ABCD utilitzant vectors. Siguin els vectors AC i BD les diagonals de A a C i de B a D respectivament. L'àrea del quadrilàter és llavors
{\displaystyle K={\frac {|\mathbf {AC} \times \mathbf {BD} |}{2}},}
que és la meitat de la magnitud del producte vectorial dels vectors AC i BD. En l'espai euclidià bidimensional, si s'expressa el vecotr AC com un vector lliure en l'espai cartesià igual a (x1,y1) i BD com (x₂,y₂), es pot reescriure l'àrea com:
{\displaystyle K={\frac {|x_{1}y_{2}-x_{2}y_{1}|}{2}}.}

## Diagonals

### Propietats de les diagonals en els quadrilàters
En la següent taula es detalla si les diagonals dels quadrilàters més bàsics es biseccionen entre ells, si les seves diagonals són perpendiculars, i si les seves diagonals tenen la mateixa longitud. La llista aplica als casos més generals i exclou uns certs subconjunts.
| Quadrilàter       | Les diagonals es biseccionen | Les diagonals són perpendiculars | Les diagonals són iguals |
| ----------------- | ---------------------------- | -------------------------------- | ------------------------ |
| Trapezi           | No                           | Vegeu nota 1                     | No                       |
| Trapezi isòsceles | No                           | Vegeu nota 1                     | Sí                       |
| Paral·lelogram    | Sí                           | No                               | No                       |
| Deltoide          | Vegeu nota 2                 | Sí                               | Vegeu nota 2             |
| Rectangle         | Sí                           | No                               | Sí                       |
| Rombe             | Sí                           | Sí                               | No                       |
| Quadrat           | Sí                           | Sí                               | Sí                       |

Nota 1: Els trapezis i trapezis issòsceles més generals no tenen diagonals perpendiculars, però existeix un nombre infinit de trapezis i trapezis issòsceles (no similars) que tenen diagonals que sí que són perpendiculars i que no estan inclosos en cap altre categoria de quadrilàters.
Nota 2: En un deltoide, una de les diagonals bisecciona l'altra. El deltoide més general té diagonals no iguals, però hi ha un nombre infinit de deltoides (no similars) en què les diagonals són iguals en longitud i que no estan inclosos en cap altra categoria de quadrilàters.

### Longituds de les diagonals
Es poden calcular les longituds de les diagonals en un quadrilàter convex ABCD utilitzant la llei del cosinus en cada triangle format per una diagonal i dos costats del quadrilàter. Així doncs,
{\displaystyle p={\sqrt {a^{2}+b^{2}-2ab\cos {B}}}={\sqrt {c^{2}+d^{2}-2cd\cos {D}}}}
i
{\displaystyle q={\sqrt {a^{2}+d^{2}-2ad\cos {A}}}={\sqrt {b^{2}+c^{2}-2bc\cos {C}}}.}
Altres fórmules més simètriques per a les longituds de les diagonals són
{\displaystyle p={\sqrt {\frac {(ac+bd)(ad+bc)-2abcd(\cos {B}+\cos {D})}{ab+cd}}}}
i
{\displaystyle q={\sqrt {\frac {(ab+cd)(ac+bd)-2abcd(\cos {A}+\cos {C})}{ad+bc}}}.}

### Generalitzacions de la lleid dels paral·lelograms i del teorema de Ptolemeu
En tot quadrilàter convex ABCD, la suma dels quadrats dels quatre costats és igual a la asuma dels quadrats de les dues diagonals més quatre vegades el quadrat del segment que connecta els punts mitjos de les diagonals. És a dir
{\displaystyle a^{2}+b^{2}+c^{2}+d^{2}=p^{2}+q^{2}+4x^{2}}
onx és la distància entre els punts mitjos de les diagonals.:p.126 Aquesta relació de vegades es coneix com el teorema del quadrilàter d'Euler i és una generalització de la llei del paral·lelogram.
El matemàtic alemany Carl Anton Bretschneider va derivar l'any 1842 la següent generalització del teorema de Ptolemeu, sobre el producte de les diagonals en un quadrilàter convex
{\displaystyle p^{2}q^{2}=a^{2}c^{2}+b^{2}d^{2}-2abcd\cos {(A+C)}.}
Aquesta relació es pot considerar que és la llei del cosinus per als quadrilàters. En un quadrilàter cíclic, en què A + C = 180°, se simplifica a pq = ac + bd. Com que cos (A + C) ≥ −1, també serveix per demostrar la desigualtat de Ptolemeu.

### Altres relacions mètriques
Si X i Y són els punts en la diagonal AC = p que intersecten amb la normal que passa per B i D respectivament en un quadrilàter convex ABCD de costats a = AB, b = BC, c = CD, d = DA, llavors:p.14
{\displaystyle XY={\frac {|a^{2}+c^{2}-b^{2}-d^{2}|}{2p}}.}
En un quadrilàter convex ABCD de costats a = AB, b = BC, c = CD, d = DA, i en què les diagonals intersecten en el punt E,
{\displaystyle efgh(a+c+b+d)(a+c-b-d)=(agh+cef+beh+dfg)(agh+cef-beh-dfg)}
on e = AE, f = BE, g = CE, i h = DE.
La forma i mida d'un quadrilàter convex estan plenament determinades a partir de les longitudes dels costats en seqüència i amb una diagonal entre dos vèrtexs concrets. Les dues diagonals p, q i les quatre longituds dels costats a, b, c, d del quadrilàter estan relacionats pel determinant de Cayley-Menger de la següent manera:
{\displaystyle \det {\begin{bmatrix}0&a^{2}&p^{2}&d^{2}&1\\a^{2}&0&b^{2}&q^{2}&1\\p^{2}&b^{2}&0&c^{2}&1\\d^{2}&q^{2}&c^{2}&0&1\\1&1&1&1&0\end{bmatrix}}=0.}